# Dampfbahn Furka-Bergstrecke

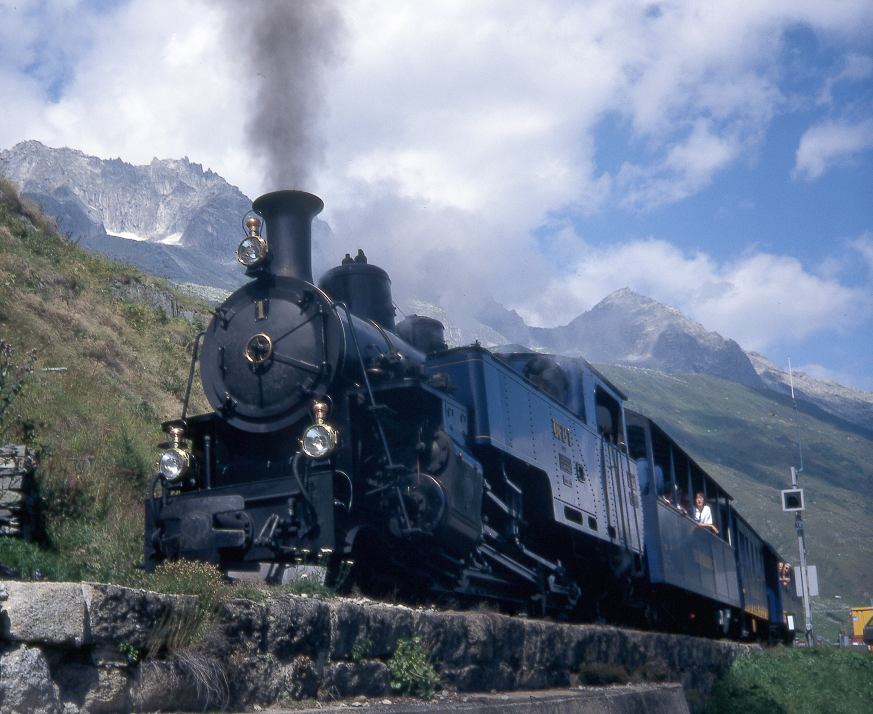
Lokomotiva DFB 1

Dampfbahn Furka-Bergstrecke, zkratka DFB (česky přibližně Parní dráha sedlem Furka) je horská železniční trať s rozchodem 1000 milimetrů ve Švýcarsku. V současnosti vede z obce Realp přes průsmyk Furka a obec Gletsch do Oberwalddu.

## Historie
V době kdy došlo k vybudování a otevření nového tunelu mezi osadami Oberwald a Realp, při základně sedla Furka došlo k zastavení železniční dopravy na původní trati Furka Oberalp Bahn (Oberwald-Gletsch-Furka-Realp). Železnice zde šplhala za pomoci ozubnicových úseků a točitého tunelu podél rodící se řeky Rhôny k Rhônskému ledovci, pod sedlem Furka vstoupila do tunelu při vrcholu a pomalu po mostech a v galeriích klesala do údolí směrem k Andermattu. Trakční vedení bylo sneseno a mělo dojít i na rozebrání celého drážního tělesa.

## Trasa
Dampfbahn Furka-Bergstrecke byla až do roku 1981 součástí Furka Oberalp Bahn, vedoucí z Brigu přes průsmyk Furka a Oberalp do obce Disentis.
Výchozí stanicí dráhy je v obci Realp (1538 m) v kantonu Uri. Trať sleduje tok řeky Reuss západním směrem. Ozubnicový úsek začíná nad stanicí Tiefenbach (1846 m) odkud vede k nejvyššímu místu, stanici Furka (2160 m). Průsmyk překonává vrcholovým tunelem s délkou 1800 metrů (trať je zde bez ozubnic). Při západním vjezdu do tunelu leží stanice Muttbach-Belvédère (2118 m), odkud vede další ozubnicový úsek do obce Gletsch (1757 m) a poté do Oberwaldu (1366 m) v kantonu Wallis. Celková délka trati je kolem 18 kilometrů. Nejvyšší stoupání trati je v ozubnicovém úseku 110 ‰, v normálních adhezních úsecích je 35 ‰.

## Současnost
Skupina železničních fandů založila v roce 1983 sdružení Furka Bergstrecke za obnovu dráhy Furka v tomto úseku, které organizovalo odkoupení tratě od Furka Oberalp Bahn, získání finančních prostředků, organizování dobrovolnických mezinárodních brigád. Sdružení Furka-Bergstrecke má dohromady 23 sekcí. Z toho je 12 sekcí ve Švýcarsku, devět v Německu a po jedné sekci v Holandsku a Belgii.

## Mezníky
- 1. října 1973 – začátek stavebních prací na tunelu Furka
- 2. dubna 1981 – dokončení Furka-Basistunelu
- 11. října 1981 – poslední vlak FO-Bahn projel po trati Furka-Bergstrecke
- 25. června 1982 – otevření Furka-Basistunelu
- 1983 – založení Sdružení „Furka Bergstrecke"
- 1985 – založení železniční společnosti DFB AG
- 31. října 1990 – parní lokomotivy FO-Bahn, které byly prodány po svém vyřazení do Vietnamu, přivezeny zpět do Hamburku
- 11. července 1992 – zprovoznění úseku Realp-Tifenbach
- 30. července 1993 – zprovoznění úseku Tifenbach-Furka
- 30. září 1999 – první parní vlak dosáhl stanice Gletsch
- 14. července 2000 – zahájení pravidelného provozu na trase Furka-Muttbach-Gletsch
- 12. srpna 2010 – zprovoznění posledního úseku Gletsch-Oberwald

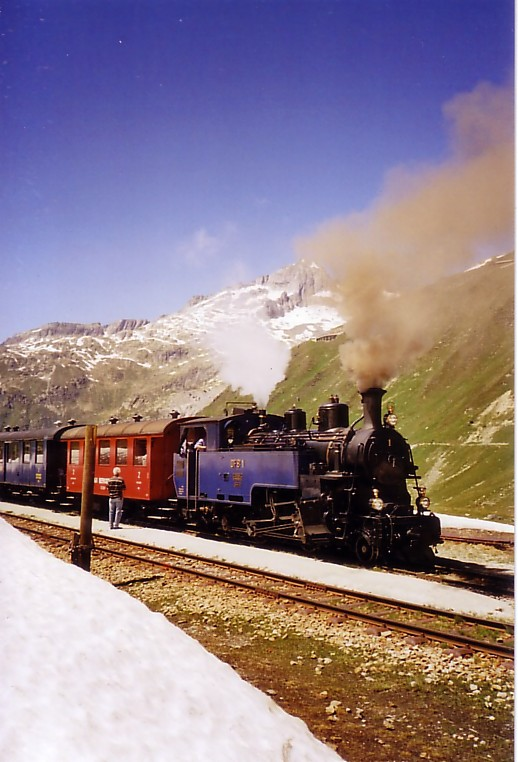
Lokomotiva DFB 1, stanice Muttbach
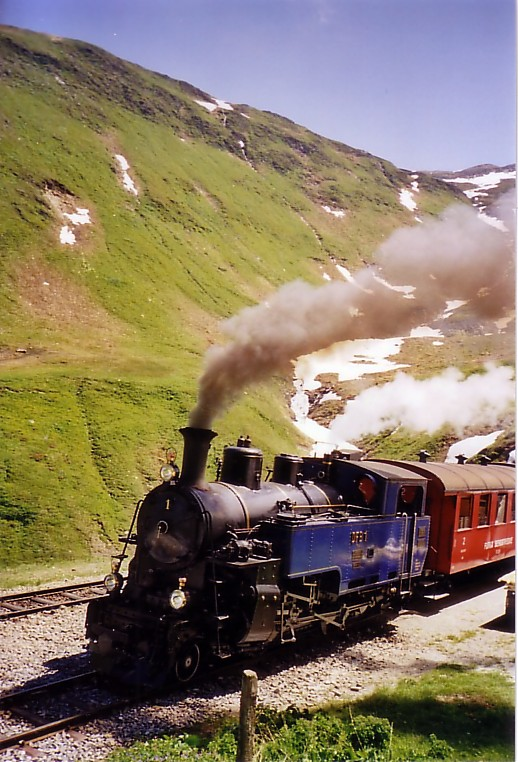
Lokomotiva DFB 1 Furkahorn, stanice Furka
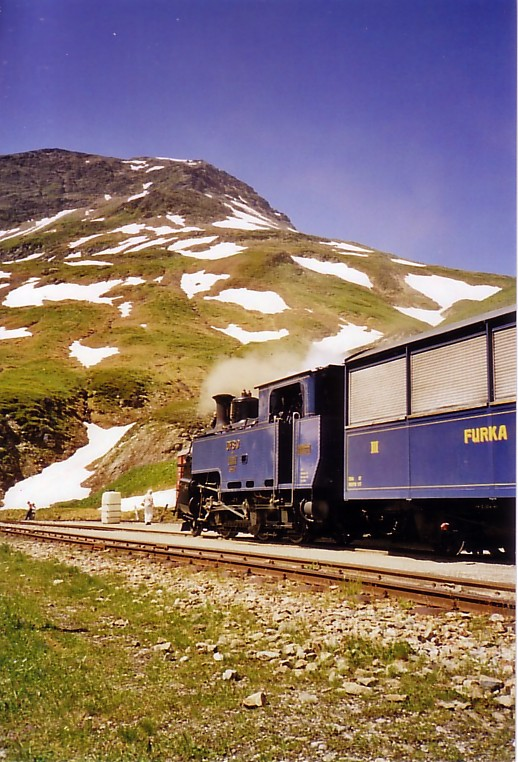
Vlak DFB, stanice Furka
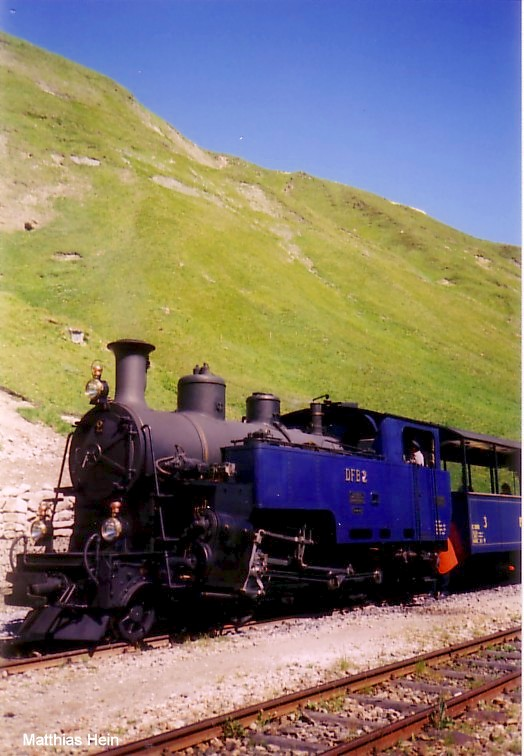
Lokomotiva DFB 2, stanice Furka
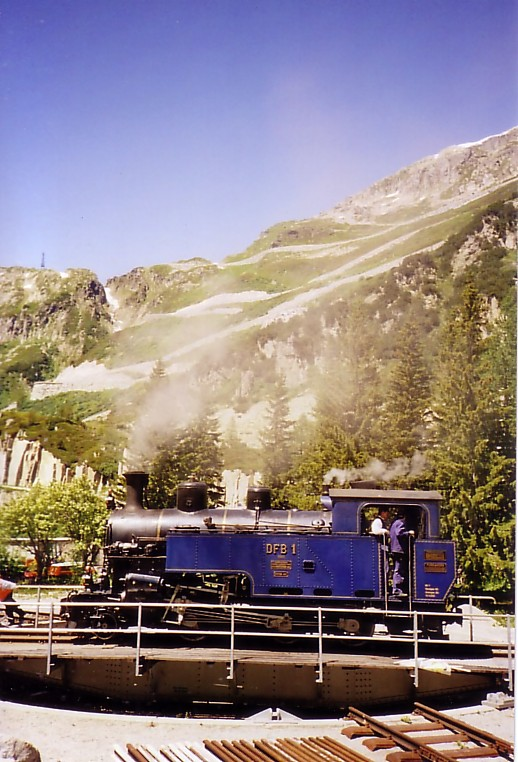
Lokomotiva DFB 1, na točně v Gletschi
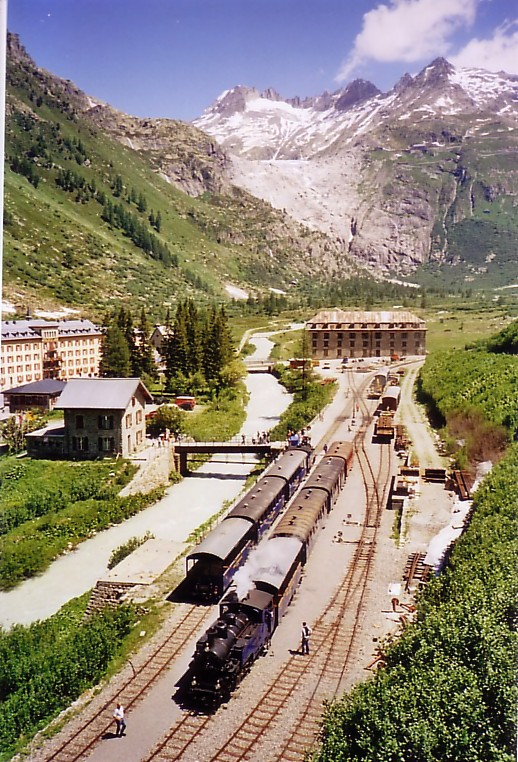
Stanice Gletsch
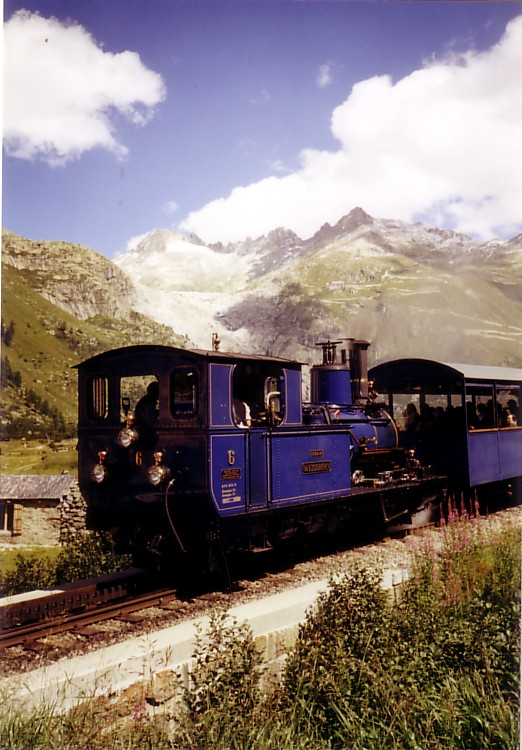
Lokomotiva DFB 6 Weisshorn
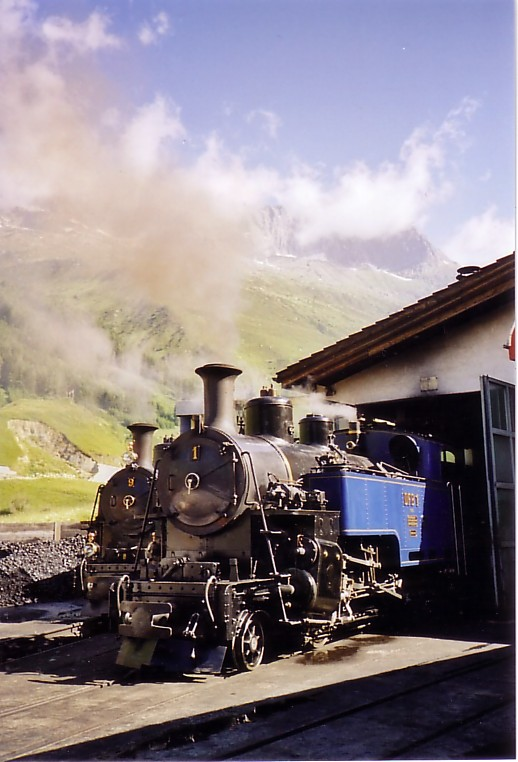
Depo DFB v Realpu